# Ilya Salmanzadeh
Ilya Salmanzadeh, född 19 september 1986 i Iran, känd som bara Ilya, är en svensk musikproducent och låtskrivare från Stockholm. Han fick sitt genombrott efter att ha skrivit och producerat Ariana Grandes "Problem" och Jennifer Lopez' "First Love". Året 2005, skrev Salmanzadeh kontrakt med Warner/Chappell Music i Stockholm, bara 19 år gammal. I slutet av 2013 blev han en del av låtskrivar- och producentgänget Wolf Cousins, som leds av Max Martin och Shellback.

## Produktion
| Titel                                                    | År   | Album                                                                                            | Låtskrivare | Producent |
| -------------------------------------------------------- | ---- | ------------------------------------------------------------------------------------------------ | ----------- | --------- |
| "Karma" (featuring David Jassy)                          | 2008 | Darin – Flashback                                                                                | Ja          | Ja        |
| "Road Trip"                                              | 2008 | Darin – Flashback                                                                                | Ja          | Ja        |
| "Miss Me" (ft. Nelly)                                    | 2010 | Mohombi – MoveMeant                                                                              | Ja          | Ja        |
| "Alienized"                                              | 2011 | Linda Pritchard – Alive                                                                          | Ja          | Ja        |
| "Crying in the Rain"                                     | 2011 | Linda Pritchard – Alive                                                                          | Ja          | Ja        |
| "Dance Your Tears Away"                                  | 2011 | Linda Pritchard – Alive                                                                          | Ja          |           |
| "Erase & Rewind"                                         | 2011 | Linda Pritchard – Alive                                                                          | Ja          | Ja        |
| "Glorious"                                               | 2011 | Linda Pritchard – Alive                                                                          | Ja          | Ja        |
| "Miracle"                                                | 2011 | Linda Pritchard – Alive                                                                          | Ja          | Ja        |
| "Not Even Hello"                                         | 2011 | Linda Pritchard – Alive                                                                          | Ja          | Ja        |
| "On Time"                                                | 2011 | Linda Pritchard – Alive                                                                          | Ja          | Ja        |
| "Rise Again"                                             | 2011 | Linda Pritchard – Alive                                                                          | Ja          | Ja        |
| "Satellite"                                              | 2011 | Linda Pritchard – Alive                                                                          | Ja          | Ja        |
| "Stuck in a Riddle"                                      | 2011 | Linda Pritchard – Alive                                                                          | Ja          | Ja        |
| "Got It Like That"                                       | 2011 | Lazee – Supposed II Happen                                                                       | Ja          | Ja        |
| "Explosive Love"                                         | 2011 | Eric Saade – Saade Vol. 2                                                                        | Ja          |           |
| "Feel Alive"                                             | 2011 | Eric Saade – Saade Vol. 2                                                                        | Ja          |           |
| "Mama"                                                   | 2011 | The Lonely Island – Turtleneck & Chain                                                           |             | Ja        |
| "Reba (Two Worlds Collide)" (ft. Kenan Thompson)         | 2011 | The Lonely Island – Turtleneck & Chain                                                           | Ja          | Ja        |
| "Finally Free"                                           | 2011 | Kimberley Locke – Four for the Floor                                                             | Ja          | Ja        |
| "Get Started"                                            | 2012 | David Lindgren – Get Started                                                                     | Ja          |           |
| "Bastard"                                                | 2012 | Amanda Fondell – Bastard                                                                         | Ja          | Ja        |
| "Can't Hold Back"                                        | 2013 | Anton Ewald – A                                                                                  | Ja          | Ja        |
| "We Are a Crowd"                                         | 2013 | The Lonely Island – The Wack Album                                                               | Ja          | Ja        |
| "Me & My Girls"                                          | 2013 | Fifth Harmony – Better Together                                                                  |             | Ja        |
| "I Wish" (ft. T.I.)                                      | 2013 | Cher Lloyd – Sorry I'm Late                                                                      | Ja          | Ja        |
| "One Last Time"                                          | 2014 | Ariana Grande – My Everything                                                                    |             | Ja        |
| "Problem" (ft. Iggy Azalea)                              | 2014 | Ariana Grande – My Everything                                                                    | Ja          | Ja        |
| "First Love"                                             | 2014 | Jennifer Lopez – A.K.A.                                                                          | Ja          | Ja        |
| "Bang Bang" (Jessie J med Ariana Grande och Nicki Minaj) | 2014 | Jessie J – Sweet Talker Ariana Grande – My Everything                                            |             | Ja        |
| "Dreamers"                                               | 2014 | Mohombi – Universe                                                                               | Ja          | Ja        |
| "Grow Old With You"                                      | 2014 | Mohombi – Universe                                                                               | Ja          | Ja        |
| "Just Like That"                                         | 2014 | Mohombi – Universe                                                                               | Ja          | Ja        |
| "Save Me"                                                | 2014 | Mohombi – Universe                                                                               | Ja          | Ja        |
| "Comeback"                                               | 2014 | Ella Eyre – Feline                                                                               | Ja          | Ja        |
| "Santa Tell Me"                                          | 2014 | Ariana Grande – Santa Tell Me                                                                    | Ja          | Ja        |
| "Love Me Like You Do"                                    | 2015 | Ellie Goulding – Fifty Shades of Grey soundtrack                                                 | Ja          |           |
| "Things I Didn't Say"                                    | 2015 | Adam Lambert – The Original High                                                                 | Ja          | Ja        |
| "City Dove"                                              | 2015 | Tori Kelly – Unbreakable Smile                                                                   | Ja          | Ja        |
| "Back It Up" (ft. Pitbull)                               | 2015 | Prince Royce – Double Vision                                                                     | Ja          | Ja        |
| "Back It Up" (ft. Jennifer Lopez & Pitbull)              | 2015 | Prince Royce – Double Vision                                                                     | Ja          | Ja        |
| "Bad Blood" (ft. Kendrick Lamar)                         | 2015 | Taylor Swift – 1989                                                                              |             | Ja        |
| "Good Thing" (ft. Nick Jonas)                            | 2015 | Sage the Gemini – Bachelor Party)                                                                | Ja          | Ja        |
| "Around the World" (ft. Fetty Wap)                       | 2015 | Natalie La Rose – Around the World                                                               | Ja          | Ja        |
| "One in a Million"                                       | 2015 | Hilary Duff – Breathe In. Breathe Out.                                                           | Ja          | Ja        |
| "Confident"                                              | 2015 | Demi Lovato – Confident                                                                          | Ja          | Ja        |
| "Mr. Hughes"                                             | 2015 | Demi Lovato – Confident                                                                          |             | Ja        |
| "On My Mind"                                             | 2015 | Ellie Goulding – Delirium                                                                        | Ja          | Ja        |
| "Codes"                                                  | 2015 | Ellie Goulding – Delirium                                                                        | Ja          | Ja        |
| "Pay My Rent"                                            | 2015 | DNCE – Swaay                                                                                     | Ja          | Ja        |
| "Toothbrush"                                             | 2015 | DNCE – Swaay                                                                                     | Ja          | Ja        |
| "Focus"                                                  | 2015 | Ariana Grande – Dangerous Woman                                                                  | Ja          | Ja        |
| "Bad Decisions"                                          | 2016 | Ariana Grande – Dangerous Woman                                                                  | Ja          | Ja        |
| "Everyday" (ft. Future)                                  | 2016 | Ariana Grande – Dangerous Woman                                                                  | Ja          | Ja        |
| "Greedy"                                                 | 2016 | Ariana Grande – Dangerous Woman                                                                  | Ja          | Ja        |
| "Into You"                                               | 2016 | Ariana Grande – Dangerous Woman                                                                  | Ja          | Ja        |
| "Side to Side" (ft. Nicki Minaj)                         | 2016 | Ariana Grande – Dangerous Woman                                                                  | Ja          | Ja        |
| "Sometimes"                                              | 2016 | Ariana Grande – Dangerous Woman                                                                  | Ja          | Ja        |
| "Still Falling for You"                                  | 2016 | Ellie Goulding – Bridget Jones's Baby: Original Motion Picture Soundtrack                        | Ja          | Ja        |
| "Don't Talk About It"                                    | 2016 | Tove Lo – Lady Wood                                                                              | Ja          | Ja        |
| "Fire Fade"                                              | 2016 | Tove Lo – Lady Wood                                                                              | Ja          | Ja        |
| "They Don't Know"                                        | 2016 | Ariana Grande – Trolls: Original Motion Picture Soundtrack                                       | Ja          | Ja        |
| "What U Workin' With?"                                   | 2016 | Gwen Stefani & Justin Timberlake – Trolls: Original Motion Picture Soundtrack                    | Ja          | Ja        |
| "DNCE"                                                   | 2016 | DNCE – DNCE                                                                                      | Ja          | Ja        |
| "Pay My Rent"                                            | 2016 | DNCE – DNCE                                                                                      | Ja          | Ja        |
| "Toothbrush"                                             | 2016 | DNCE – DNCE                                                                                      | Ja          | Ja        |
| "Zoom"                                                   | 2016 | DNCE – DNCE                                                                                      | Ja          | Ja        |
| "Lions"                                                  | 2017 | Skip Marley – Lions                                                                              | Ja          | Ja        |
| "Calm Down"                                              | 2017 | Skip Marley – Calm Down                                                                          | Ja          | Ja        |
| "Act My Age"                                             | 2017 | Katy Perry – Witness                                                                             |             | Ja        |
| "Ain't About What You Got"                               | 2017 | Star cast – Star (season 1) soundtrack                                                           | Ja          | Ja        |
| "Would You Mind"                                         | 2017 | PRETTYMUCH – Would You Mind                                                                      | Ja          | Ja        |
| "End Game" (ft. Ed Sheeran and Future)                   | 2017 | Taylor Swift – Reputation                                                                        |             | Ja        |
| "Refugee"                                                | 2017 | Skip Marley – Refugee                                                                            | Ja          | Ja        |
| "Teacher"                                                | 2017 | PRETTYMUCH – Teacher                                                                             | Ja          | Ja        |
| "Open Arms"                                              | 2017 | PRETTYMUCH – Open Arms                                                                           | Ja          | Ja        |
| "Raindrops (An Angel Cried)"                             | 2018 | Ariana Grande – Sweetener                                                                        |             | Ja        |
| God Is a Woman"                                          | 2018 | Ariana Grande – Sweetener                                                                        | Ja          | Ja        |
| "Everytime"                                              | 2018 | Ariana Grande – Sweetener                                                                        | Ja          | Ja        |
| "Breathin"                                               | 2018 | Ariana Grande – Sweetener                                                                        | Ja          | Ja        |
| "No ⁸ Left to Cry"                                       | 2018 | Ariana Grande – Sweetener                                                                        | Ja          | Ja        |
| "Close to Me" (ft. Swae Lee)                             | 2018 | Ellie Goulding & Diplo – Brightest Blue                                                          | Ja          | Ja        |
| "Last Goodbye" (ft. Tove Styrke & Stefflon Don)          | 2018 | Clean Bandit – What Is Love?                                                                     | Ja          | Ja        |
| "Bloodline"                                              | 2019 | Ariana Grande – Thank U, Next                                                                    | Ja          | Ja        |
| "Bad Idea"                                               | 2019 | Ariana Grande – Thank U, Next                                                                    | Ja          | Ja        |
| "Ghostin"                                                | 2019 | Ariana Grande – Thank U, Next                                                                    | Ja          | Ja        |
| "Break Up with Your Girlfriend, I'm Bored"               | 2019 | Ariana Grande – Thank U, Next                                                                    | Ja          | Ja        |
| "Tu Vecina" (ft. Ty Dolla Sign)                          | 2019 | Maluma – 11:11                                                                                   | Ja          | Ja        |
| "Miracle"                                                | 2019 | Labrinth – Imagination & the Misfit Kid                                                          | Ja          | Ja        |
| "Spirit"                                                 | 2019 | Beyoncé – The Lion King: Original Motion Picture Soundtrack                                      | Ja          | Ja        |
| "How Do You Sleep?"                                      | 2019 | Sam Smith – Love Goes                                                                            | Ja          | Ja        |
| "Don't Call Me Angel"                                    | 2019 | Ariana Grande, Miley Cyrus, Lana Del Rey – Charlie's Angels: Original Motion Picture Soundtrack  | Ja          | Ja        |
| "How It's Done"                                          | 2019 | Kash Doll, Kim Petras, Alma, Stefflon Don – Charlie's Angels: Original Motion Picture Soundtrack | Ja          | Ja        |
| "Bad to You"                                             | 2019 | Ariana Grande, Normani, Nicki Minaj – Charlie's Angels: Original Motion Picture Soundtrack       | Ja          | Ja        |
| "Nobody"                                                 | 2019 | Ariana Grande, Chaka Khan – Charlie's Angels: Original Motion Picture Soundtrack                 | Ja          | Ja        |
| "How I Look on You"                                      | 2019 | Ariana Grande – Charlie's Angels: Original Motion Picture Soundtrack                             | Ja          | Ja        |
| "Motivation"                                             | 2019 | Normani – Motivation                                                                             | Ja          | Ja        |
| "I'm Ready"                                              | 2020 | Sam Smith & Demi Lovato – Love Goes                                                              | Ja          | Ja        |
| "Worry About Me" (feat. Blackbear)                       | 2020 | Ellie Goulding − Brightest Blue                                                                  | Ja          | Ja        |
| "My Oasis" (feat. Burna Boy)                             | 2020 | Sam Smith − Love Goes                                                                            |             | Ja        |
| "High On Your Supply"                                    | 2020 | Katy Perry − Smile                                                                               | Ja          | Ja        |
| "Oh Na Na" (with Myke Towers and Tainy)                  | 2021 | Camila Cabello – Familia                                                                         | Ja          |           |
| "Alone Together"                                         | 2021 | Westlife − Wild Dreams                                                                           | Ja          |           |
| "Lightning"                                              | 2022 | Charli XCX – Crash                                                                               | Ja          |           |
| "Unholy"                                                 | 2022 | Sam Smith – Gloria                                                                               | Ja          | Ja        |
| "I Love Your Girl"                                       | 2022 | Mabel – About Last Night...                                                                      | Ja          | Ja        |
| "Grrrls"                                                 | 2022 | Lizzo – Special                                                                                  | Ja          | Ja        |
| "Brrr"                                                   | 2023 | Kim Petras – Feed the Beast                                                                      | Ja          | Ja        |
| "Bye"                                                    | 2024 | Ariana Grande – Eternal Sunshine                                                                 | Ja          | Ja        |
| "Don't Wanna Up Again"                                   | 2024 | Ariana Grande – Eternal Sunshine                                                                 | Ja          | Ja        |
| "Saturn Returns Interlude"                               | 2024 | Ariana Grande – Eternal Sunshine                                                                 | Ja          | Ja        |
| "Eternal Sunshine"                                       | 2024 | Ariana Grande – Eternal Sunshine                                                                 |             | Ja        |
| "True Story"                                             | 2024 | Ariana Grande – Eternal Sunshine                                                                 |             | Ja        |
| "The Boy Is Mine"                                        | 2024 | Ariana Grande – Eternal Sunshine                                                                 |             | Ja        |
| "Yes, And?"                                              | 2024 | Ariana Grande – Eternal Sunshine                                                                 | Ja          | Ja        |
| "We Can't Be Friends (Wait for Your Love)"               | 2024 | Ariana Grande – Eternal Sunshine                                                                 | Ja          | Ja        |
| "I Wish I Hated You"                                     | 2024 | Ariana Grande – Eternal Sunshine                                                                 | Ja          | Ja        |
| "Imperfect for You"                                      | 2024 | Ariana Grande – Eternal Sunshine                                                                 | Ja          | Ja        |
| "New Woman" (ft. Rosalía)                                | 2024 | Lisa – Alter Ego                                                                                 | Ja          | Ja        |
| "It's OK I'm OK"                                         | 2024 | Tate McRae – So Close to What                                                                    | Ja          | Ja        |
| "All Of The Same Lights"                                 | 2025 | Sabliess – Chaotic                                                                               | Ja          | Ja        |
| "Azizam"                                                 | 2025 | Ed Sheeran – Azizam                                                                              | Ja          | Ja        |

## Utmärkelser
- 2021: Platinagitarren.[7]
- 2024: Musikexportpriset